# 霞信彦
霞 信彦（かすみ のぶひこ、1951年 - ）は、日本の法制史学者。専門は日本法制史。慶應義塾大学名誉教授。東京都出身。

## 略歴
東京学芸大学附属高等学校卒業。1974年慶應義塾大学法学部法律学科卒業。1979年慶應義塾大学大学院法学研究科公法学専攻博士課程修了。法学博士（慶應義塾大学）。近代刑法史の研究者。門下生に、明治初期の刑事手続を研究する山梨学院大学法学部教授の原禎嗣がいる。

## 著書
- 『明治初期刑法の基礎的研究』（慶應義塾大学法学研究会叢書、1990年）
- 『日本法制史　史料集』（共編　慶應義塾大学出版会、2003年）
- 『語り継ぐ三田法学の伝統』（慶應義塾大学出版会、2006年）
- 『矩を踰えて　明治法制史断章』（慶應義塾大学出版会、2007年）
- 『明治初期 伺・指令裁判体制の一掬』（慶應義塾大学出版会、2016年）
- 『軍法会議のない「軍隊」 自衛隊に軍法会議は不要か』（慶應義塾大学出版会2017年）

他